# 세슘
세슘(영국 영어: Caesium 시지엄, 미국 영어: Cesium 시지엄, 문화어: 세시움←독일어: Cäsium 체지움[*], 일본어: セシウム 세시우무[*])은 알칼리 금속에 속하는 화학 원소로 원소 기호는 Cs(←라틴어: Caesium 카이시움[*]), 원자 번호는 55이다. 무르고 밝은 금색의 알칼리 금속으로 실온 부근에서 액체 상태로 있는 세 금속 중 하나이다(나머지는 갈륨(Ga),그리고 수은(Hg)) 세슘의 동위원소 중 세슘 133은 원자 시계를 만드는 데 많이 쓰이며, 핵분열시에 발생하는, 30년에 달하는 반감기를 가진 방사성 동위원소인 세슘-137은 의료용 방사선으로 사용되나, 인체 내의 칼륨을 대체하는 성질이 있어 위험성이 높다.

## 역사
1860년 분젠이 광천수에서 리튬을 제거한 것을 불꽃반응시켜 분광기로 조사하여 스펙트럼을 보고 발견했다. 이때 스펙트럼선은 파장이 455.1nm 또는 459.3nm의 청색이었으므로 하늘색을 뜻하는 라틴어 caesius를 본따서 명명했다.

## 존재
자연계에 널리 분포하는데 양이 극히 적다. 알칼리 금속과 함께 산출된다.

### 광물
- 폴루사이트
- 로지사이트
- 홍운모(紅雲母)
- 녹주석
- 카널라이트

## 성질

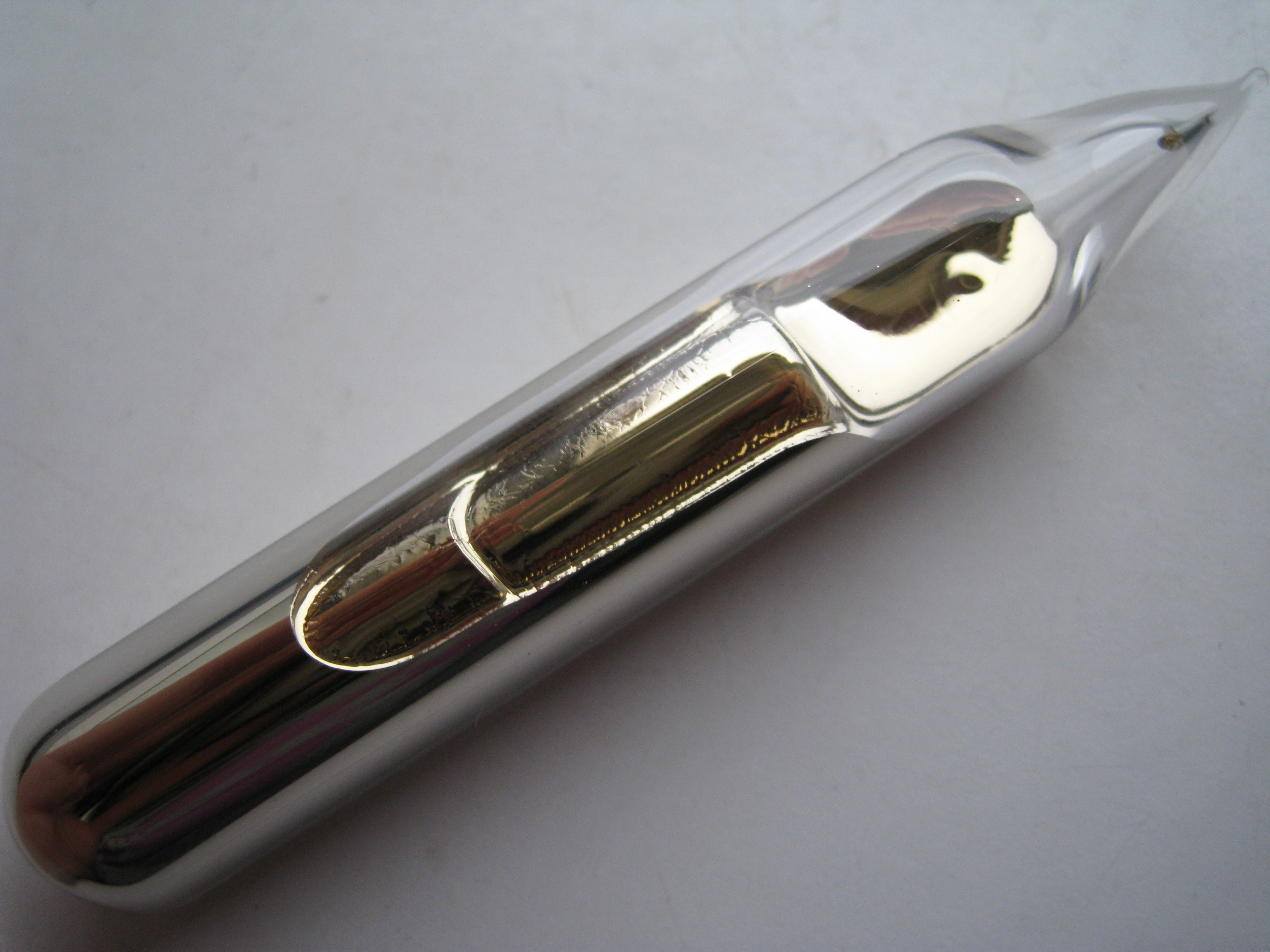
앰플에 들어 있는 액체 상태의 세슘

불꽃 반응에서 청자색을 보이므로 쉽게 구분할 수 있다. 액체 암모니아수에 쉽게 녹는다.

### 물리적 특징
전성과 연성이 대단히 풍부한 금속이다. 아주 쉽게 잘린다. 은백색의 금속 광택을 가진다. 녹는점이 몹시 낮아 세슘 금속이 들어있는 앰플을 손으로 감싸면 녹아내리는 것을 관찰할 수 있다. 끓는점 역시 낮아 실험실에서 순수한 세슘을 얻기 위해 쉽게 증류할 수 있다. 증류할 때에는 진공에서 아르곤 대기 조건을 형성한 후 가열한다. 증류되어 세슘이 넘어간 뒤 외부 대기와 접촉하면 큰 사고가 일어날 수 있으므로 외부 대기와 접촉을 완전히 차단하기 위해 유리관을 녹여 봉쇄하여 증류를 마무리한다.

### 화학적 성질
안정하게 존재하는 알칼리 금속 중 가장 반응성이 크고 많은 비금속 원소와 폭발적인 반응을 일으킨다. 건조한 공기 속에서도 그 즉시 격하게 산화하며 때때로 불이 붙기도 한다. 습한 공기 속에서 산화 반응은 더욱 강렬하며 대부분 불이 붙는다. 아르곤 대기 하에 보관하는 것이 일반적인데, 파라핀유나 등유 조차도 세슘의 산화를 효과적으로 막지 못하기 때문이다. 본디 은백색의 금속 광택을 가지나 많은 세슘 금속 샘플은 금색 광택을 띠는데 미량의 산소가 존재하면 세슘 금속의 산화물들에 의하여 금색으로 보이기 때문이다. 리튬과 합금을 만들 수 있다.

### 물
물과 그 즉시 폭발적으로 반응한다. 폭발 지연시간은 거의 없다. 물과 닿는 그 즉시 반응열에 의해 녹아내리며 폭발하며 불타는 세슘 방울들이 비산한다. 거의 모든 경우에서 세슘은 격렬하게 반응하므로 취급에 대단한 주의를 기울여야 한다.

## 생산
세슘은 원자시계를 제외하고는 순수한 금속 상태로의 용도가 많지 않기에 1년 생산량도 매우 적다. 실험실에서 세슘은 리튬과 염화리튬을 혼합하여 쉽게 환원할 수 있다. 철제 레토르트 하에서 리튬과 염화세슘을 당량비로 혼합하여 가열하면 끓는점이 낮은 세슘이 끓어 나온다.

## 원자 시계
국제원자시는 세슘 원자 시계를 기준으로 사용하고 있는데, 세슘원자가 1초 동안 진동하는 횟수는 9,192,631,771번으로 30년 만에 1초의 오차를 보인다.

## 같이 보기
- 세슘-137 - 체르노빌, 후쿠시마에서 많이 보도되었다.